# ナスルッラー・ハーン
ナスルッラー・ハーン（パシュトー語: نصر الله خان、Nasrullah Khan、1875年 - 1920年5月）は、アフガニスタン首長（在位：1919年）。アブドゥッラフマーン・ハーンの次男。即位前は、軍総司令官、国家会議議長、副王。
兄のハビーブッラー・ハーンが暗殺された時、ジャラーラーバードに滞在しており、その場で国王に即位した（1919年2月21日 - 2月28日）。しかし甥（ハビーブッラー・ハーンの三男）であるアマーヌッラー・ハーンとの闘争に敗れて逮捕され、1920年5月、獄中で殺害された。